# Doktor Meluzin
Doktor Meluzin je románový příběh Bohumila Říhy vydaný v roce 1973 a zfilmován pod názvem Dým bramborové natě.
V románu je patrné Říhovo úsilí o moderní socialistický román – tedy takový, v němž se zrcadlí doba, v níž žijeme, a pocity, nálady a zážitky dnů; zároveň aby svým stylem odpovídal moderní rozvíjející se epice 20. stol. Snažil se v něm vyjádřit nejnápadnější protiklady nejen své doby jako: solidarita s lidmi x touha po samotě; pokročilá civilizace x nedotčená příroda; úspěch x bloudění; domov x vzdálený svět; útok x obrana; reálná představa x sen, … Dílo respektuje a ukazuje složitost vztahů a dění venkova sedmdesátých let. Ukazuje dvojí poznání. Tím prvním je neustálá potřeba štěstí lásky u každého člověka i že stojí za to riskovat a odvážně zkusit vše, co nám život nabízí, které vypráví příběh doktora Meluzina: třiapadesátiletého pražského doktora, který se rozhodne jít pracovat jako lékař do vesničky Větrov. Druhým jsou obrovské možnosti a nepřeberné množství vlastností a povah lidí na venkově. Lidé z příběhu mají obrovskou chuť žít, i se svými chybami, plodně a šťastně. Uvědomují si význam kolektivu i sebe samých v něm.
Příběh je rozdělen do tří částí: První je plná zmatků a otázek hlavních postav a my se v ní seznamujeme se situací, v druhé vesničané a především doktor Meluzin postupně poznávají, co chtějí a ve třetí svá rozhodnutí provádějí.
Doktor Meluzin - primář pražské nemocnice a všeobecně uznávaný lékař, který se čerstvě rozvedl, odjíždí do vesničky Větrov, snad protože na vesnici sám vyrostl a město ho ničím neláká. Jeho bývalá žena je ve Švýcarsku, syn i dcera mají vlastní život a Meluzin hlavu plnou otázek. Postupně poznává všechny obyvatele vesničky, jako prvního starostu Podzimka, jehož zná již z druhé světové války, kdy se sešli v jednom táboře nucených prací, odkud Podzimek nakonec unikl. Svou zdravotní sestru Žofii - silnou ženu, která sama vychovala syna Otu. Řidiče sanitky Otu - veselého mladíka, který se beznadějně zamiloval do dívky Markéty, kterou ovšem nesnese jeho matka Žofie a která mu dala na výběr mezi svatbou a definitivním rozchodem a když si ji odmítl vzít, nechce o něm ani slyšet. Markétu Zitovou - dívku, která je pyšná a spoléhá se jen sama na sebe a dělá vždy to, co chce ona a ona uzná jako nejsprávnější; vnučku starého mlynáře Zity, který později umře, a mlynářky Zitové, která si se svou vnučkou vůbec nerozumí a nakonec udělá těsně před svou smrtí vše, aby po ní Markéta nic nedostala. Další dvě zdravotní sestry, Jolanu a Hedviku. Toníka Skálu, jenž se otráví jedem na plevel a ošetřuje ho Hedvika, která jej miluje. Sedlačku Helmovou, které se prý ve vesnici každý bojí, snad proto, že jí umřel muž a ona jej plně nahradila ve všem rozhodování a nepomohla k funkci předsedy příbuznému, jak se čekalo. Kodetovy - mladého traktoristu a jeho o dost let starší ženu, kteří si velmi přejí děťátko, ale nemohou je mít. Rytíře Trmala ze Solopysk, jemuž patří zdejší zámek a který si stále udržel šlechtické zvyky. Hrobníka, který je na svůj věk obdivuhodně ve formě, ovšem má strach, že každou chvíli umře. Starého kameníka Půlpána, po němž dostane domek, a také malíře Rýdla, který sem přijel z Prahy restaurovat obrazy.
Doktora si ve vesnici všichni oblíbí a chovají k němu přirozenou úctu a důvěru, on se jakoby v oplátku pokouší odstranit ze svého chování lékařskou nezúčastněnost s osobními problémy, jak tomu musel přivyknout v Praze. Tak, jako poznává své nové pacienty a hlavně lidi, poznává i životní příběhy všech obyvatel a vesničky, především za druhé světové války, kdy se musela celá vystěhovat, protože zde bylo vytvořeno vojenské cvičiště pro SS. Život si tu jde svým způsobem a lidé jednají pro Meluzina mnohdy prazvláštně, ne však nepochopitelně. Jeho životní zkušenosti mu pomohou mnohé pochopit a on, ač se stále drží od všeho spíše stranou, se snaží pomoci, jak nejlépe umí. Jeho postřehy jsou vždy shrnuty v dopise někomu z jeho rodiny (manželce, dceři, otci nebo synovi). Nejhorší starosti mu dělá jeho vztah k Pavlíně - manželce mladého traktoristy Kodeta. Dokonce po Kodetově smrti si odmítá přiznat, že ji miluje. Mezitím poslal hrobníka do nemocnice, odkud se vrátil s tím, že je tak nemocný, až je z toho zdravý a žádné umírání mu nehrozí. Markéta je těhotná, doktor to tuší, ale jistý si není.
Markéta definitivně utekla od své babičky (se kterou po smrti dědečka nebylo k vydržení) ze mlýna a nastěhovala se k Pavlíně. Ota se na svatbě Hedviky a Toníka Skály snaží projevit o Markétu nezájem, aby se k němu vrátila, ovšem bezúspěšně. Malíř Rýdl projeví svůj zájem o Žofii, která jej radostně opětuje a všichni postupně nacházejí své štěstí, jen Pavlína, doktor Meluzin, Markéta a Ota ne. Jednou v noci vzbudí Pavlína doktora, že Markéta bude rodit, Meluzin přivolá známého doktora jako pomoc a na světě je Markétou nechtěné děťátko, u nějž odmítá označit otce. Pavlína si jej ovšem s láskou přivlastní a pečuje o něj jako o vlastní. Jen co se však Markéta vzpamatuje po porodu, dá dítě na starost Meluzinovi a odjede z Větrova. Ota se rozhodne jet za ní a počkat, až jej bude potřebovat. Pavlína čeká na Meluzina před ordinací a vyzná se mu, že ho má ráda, ale Meluzin se není schopen pořádně vyjádřit. Až za několik hodin mu dojde, že se neměl držet tak zpátky a začne Pavlínu horečně hledat. Nakonec ji najde u sebe v domečku i s Markétiným synkem, odkud už ani jednoho nepustí. Poslední dopis patří jeho dceři Lucii a končí slovy, která vypráví celá knížka:
„…člověk má stálou potřebu být osobně šťastný… Na život nesmíme odpovídat opatrností. Na život je třeba odpovídat odvahou, zvlášť, když chceme, aby za něco stál.“